# Diospilus curticaudis
Diospilus curticaudis är en stekelart som beskrevs av Charles Joseph Gahan 1927. Diospilus curticaudis ingår i släktet Diospilus och familjen bracksteklar. Inga underarter finns listade i Catalogue of Life.